# Edoardo Crisafulli
Edoardo Crisafulli (Rimini, 26 aprile 1964) è uno scrittore italiano, addetto culturale del Ministero degli affari esteri, dove si occupa di promozione culturale.
Tra i temi che tratta, la sociologia, la linguistica e la politica.

## Biografia
Ha studiato nelle Università di Urbino, Birmingham e Dublino (University College), dove ha conseguito il titolo di Ph.D. Ha insegnato lingua e cultura italiana nelle Università di Dublino (University College), di Gedda (King AbdulAziz) e di Manchester.
Ha diretto l'Istituto Italiano di Cultura di Haifa, in Israele, e quello di Damasco, in Siria. 
Attualmente è Addetto Culturale e Coordinatore Generale dei corsi di Lingua Italiana presso l'Istituto Italiano di Cultura a Kiev, in Ucraina.
Crisafulli ha pubblicato tre libri: The Vision of Dante (sulla teoria della traduzione), Igiene verbale (sulla socio-linguistica) e Le ceneri di Craxi (sulla storia politica italiana).
Collabora con Mondoperaio, la rivista politico-culturale del Partito Socialista Italiano.

## Opere
- The Vision of Dante. Carys Translation of The Divine Comedy, Market Harborough, Troubador Pub., 2003, ISBN 1-899293-09-4.
- Igiene verbale. Il politicamente corretto e la libertà linguistica, Firenze, Vallecchi, 2004, ISBN 88-8427-059-6.
- Le ceneri di Craxi, Soveria Mannelli, Rubbettino Editore, 2008, ISBN 978-88-498-2257-1.